# قائمة كليات الطب في سوريا
فيما يلي قائمة من الكليات الطبية التي تقع في سوريا.

| الجامعة / الكلية                        | التمويل | المدينة   | سنة التأسيس | أول دفعة | الدرجة الممنوحة | العنوان / الشارع              | رقم الملف في WDOMS | مؤهلات خريجي ECFMG |
| --------------------------------------- | ------- | --------- | ----------- | -------- | --------------- | ----------------------------- | ------------------ | ------------------ |
| كلية الطب - جامعة دمشق                  | حكومية  | دمشق      | 1903        | 1909     | دكتور في الطب   | طريق المزة                    | F0000060           | من 1953 حتى الآن   |
| كلية الطب - جامعة حلب                   | حكومية  | حلب       | 1967        | 1973     | دكتور في الطب   | شارع عمر أبو ريشة             | F0001438           | من 1967 حتى الآن   |
| كلية الطب - جامعة اللاذقية              | حكومية  | اللاذقية  | 1974        | 1980     | دكتور في الطب   | —                             | F0001439           | من 1979 حتى الآن   |
| كلية الطب - جامعة حمص                   | حكومية  | حمص       | 1996        | 2002     | دكتور في الطب   | —                             | F0000184           | من 1996 حتى الآن   |
| كلية الطب - جامعة القلمون الخاصة        | خاصة    | دير عطية  | 2004        | 2010     | دكتور في الطب   | أوتوستراد دمشق - حمص          | F0001311           | من 2004 حتى الآن   |
| كلية الطب - جامعة الفرات                | حكومية  | دير الزور | 2006        | 2012     | دكتور في الطب   | —                             | F0001995           | من 2005 حتى الآن   |
| كلية الطب - الجامعة السورية الخاصة      | خاصة    | دمشق      | 2005        | 2011     | دكتور في الطب   | أوتوستراد دمشق - درعا         | F0002430           | من 2011 حتى الآن   |
| كلية الطب - جامعة الأندلس للعلوم الطبية | خاصة    | القدموس   | 2005        | 2006     | دكتور في الطب   | —                             | F0004011           | من 2017 حتى الآن   |
| كلية الطب - جامعة حماة                  | حكومية  | حماة      | 2012        | 2018     | دكتور في الطب   | جنوب الملعب / طريق حماة - حمص | F0004012           | من 2018 حتى الآن   |
| كلية الطب - جامعة طرطوس                 | حكومية  | طرطوس     | 2014        | 2020     | دكتور في الطب   | —                             | F0005211           | من 2020 حتى الآن   |
| كلية الطب - جامعة إدلب                  | حكومية  | إدلب      | 2015        | —        | دكتور في الطب   | —                             | F0005502           | —                  |
| كلية الطب - جامعة الشام الخاصة          | خاصة    | دمشق      | 2017        | 2023     | دكتور في الطب   | البرامكة                      | F0007532           | —                  |
| كلية الطب - جامعة الحواش الخاصة         | خاصة    | الحواش    | 2016        | 2022     | دكتور في الطب   | الموزينة                      | F0007934           | —                  |